# Goo-Sekgweng
Goo-Sekgweng – wieś w Botswanie w dystrykcie Central. Według spisu ludności z 2011 roku wieś liczyła 563 mieszkańców.